# Монастырь Войловица
Монастырь Войловица (серб. Манастир Војловица) — мужской монастырь Банатской епархии Сербской православной церкви в Панчеве (автономный край Воеводина, Сербия). Посвящен Святым Архангелам Михаилу и Гавриилу.
Согласно народным преданиям, монастырь был основан в 1383, либо 1405 году. В документах он впервые упоминается в 1542 году. Тогда в нем жили 36 монахов. Монастырь сильно пострадал во время австро-турецких войн: несколько раз его разрушали и сжигали турецкие войска. В 1730 году монастырский храм был восстановлен, но затем уничтожался еще дважды — в 1738 и 1788 годах. Новый храм был воздвигнут игуменом Никанором на руинах прежнего в 1791 году. Расписан он был позднее, при игумене Йоаникие Мильковиче, который в 1798 году установил в храме иконостас. В 1836 году усилиями игумена Теодосие была построена колокольня в стиле барокко.
В годы Второй мировой войны и оккупации Югославии в Войловице были заключены патриарх Гавриил и владыка Николай (Велимирович). В 1964—1987 гг. монастырь был закрыт, так как вокруг него был построен нефтеперерабатывающий завод. В 1987 году началась реконструкция монастыря, продолжавшаяся четыре года. 
31 декабря 1997 года монастырь Войловица был включен в список памятников культуры Сербии исключительного значения.